# القوات المسلحة لجمهورية الكونغو
القوات المسلحة لجمهورية الكونغو هي القوات المسلحة المنوطة بحماية أمن جمهورية الكونغو من الأخطار الداخلية والخارجية. تتكون من ثلاث فروع هي الجيش، البحرية وسلاح الجو.